# Solanacee
Solanaceele (Solanaceae) este o familie de plante superioare angiosperme dicotiledonate din ordinul Solanales, care cuprinde 98 de genuri cu circa 2.700 de specii de plante anuale, bienale, perene, erbacee, rar lemnoase, uneori cu tuberculi subterani, tulpinali, răspândite în regiunile calde, tropicale, mai puțin în cele temperate. Au frunze simple sau compuse, alterne, rar opuse, fără stipele. Florile sunt hermafrodite (bisexuate), actinomorfe, rar zigomorfe, grupate în cime, rareori sunt solitare. Periant de obicei pentamer, gamosepal și gamopetal. Caliciul gamosepal. Corola caducă, gamopetală. Androceu din 4-5 sau 2 stamine concrescute de tubul corolei. Gineceu superior, 2-carpelar. Ovar unilocular, rareori 5-locular sau 4-locular, placentația centrală, de obicei bazală. Fructul este o bacă sau o capsulă. Flora României conține 31 de specii spontane și cultivate ce aparțin la 12 genuri, iar  flora Republicii Moldova conține 22 de specii spontane și cultivate ce aparțin la 11 genuri.
Solanaceele reprezintă una din familiile de plante cu o mare importanță agricolă, industrială și medicală. Ca plante alimentare se cultivă: cartoful (tuberculi), pătlăgelele vinete (fructe), pătlăgelele roșii (fructe), ardeiul (fructe). Ca plante industriale pentru frunze: tutunul, mahorca. Întrebuințările medicinale se bazează pe alcaloizii pe care îi conțin: atropina, hiosciamina, scopolamina ș.a. în mătrăgună, măsălariță, ciumăfaie, mutulică; nicotina în tutun, capsicina în ardei: din părțile verzi ale cartofului se extrage solanina. Mult apreciate ca plante ornamentale sunt: petunia hibridă, tutunul de pădure (Nicotiana silvestris), regina nopții.

## Caracteristici
Solanaceele sunt plante cu rădăcină pivotantă și tulpină ramificată. Frunzele lor sunt simple sau sectate, iar florile sunt solitare sau grupate în inflorescențe.
Solanaceele prezintă unele caractere de superioritate în ceea ce privește alcătuirea florilor, ale căror petale sunt concrescute, iar dispunerea elementelor florale se face pe 4 cicluri. => 1..2..3..4

## Specii din România
Flora României conține 31 de specii spontane și cultivate ce aparțin la 12 genuri:
- Atropa
  - Atropa belladonna – Mătrăgună, Cireașa lupului
- Capsicum
  - Capsicum annuum – Ardei iute
- Datura
  - Datura stramonium – Ciumăfaie
- Hyoscyamus
  - Hyoscyamus albus – Măselariță albă
  - Hyoscyamus niger – Măselariță, Nebunariță
- Lycium
  - Lycium barbarum – Cătină de garduri, Gărdurariță
- Lycopersicon
  - Lycopersicon esculentum (sin. Solanum lycopersicum) – Pătlăgele roșii, Tomate
- Nicandra
  - Nicandra physalodes – Căldărușa popii
- Nicotiana
  - Nicotiana alata – Regina nopții
  - Nicotiana rustica – Mahorcă, Tutun țărănesc
  - Nicotiana tabacum – Tutun, Tutunul cultivat
  - Nicotiana × sanderae
- Petunia
  - Petunia axillaris – Petunie
  - Petunia integrifolia – Petunie
  - Petunia parviflora – Petunie
  - Petunia × atkinsiana (sin. Petunia hybrida) – Petunie hibridă
- Physalis
  - Physalis alkekengi – Păpălău
  - Physalis peruviana
  - Physalis pubescens
- Scopolia
  - Scopolia carniolica – Mutulică
- Solanum
  - Solanum alatum – Zârnă roșie
  - Solanum carolinense
  - Solanum dulcamara – Lăsnicior
  - Solanum heterodoxum
  - Solanum melongena – Pătlăgele vinete, Vinete
  - Solanum nigrum – Zârnă
  - Solanum retroflexum
  - Solanum rostratum
  - Solanum triflorum
  - Solanum tuberosum – Cartof
  - Solanum villosum – Zârnă galbenă

## Specii din Republica Moldova
Flora Republicii Moldova conține 22 de specii spontane și cultivate ce aparțin la 11 genuri:
- Capsicum
  - Capsicum annuum – Ardei, Ardei dulce, Chiper anual
- Datura
  - Datura stramonium – Ciumăfaie, Laur obișnuit
- Hyoscyamus
  - Hyoscyamus albus – Măselariță albă, Măsălari alb
  - Hyoscyamus niger – Măselariță, Măselariță neagră, Măsălari negru
- Lycium
  - Lycium barbarum – Cătină de garduri, Cătină barbată
- Lycopersicon
  - Lycopersicon esculentum – Pătlăgele roșii, Tomate, Roșii
- Nicandra
  - Nicandra physalodes – Căldărușa popii, Nicandre, Nicandre fizaloidă
- Nicotiana
  - Nicotiana alata – Regina nopții
  - Nicotiana rustica – Mahorcă, Tutun
  - Nicotiana tabacum – Tutun, Tutun cultivat
- Petunia
  - Petunia x atkinsiana  (sin. Petunia × hybrida, Petunia hybrida hort.) – Petunie hibridă
- Physalis
  - Physalis alkekengi – Păpălău, Păpălău comun
  - Physalis philadelphica (sin. Physalis ixocarpa) –  Păpălău mecsican
- Scopolia
  - Scopolia carniolica – Mutulică, Mutulică carniolică
- Solanum
  - Solanum alatum – Zârnă roșie, Zârnă arilată
  - Solanum dulcamara – Lăsnicior
  - Solanum melongena – Pătlăgele vinete, Vinete, Vânătă
  - Solanum nigrum – Zârnă, Zârnă neagră
  - Solanum decipiens  (sin. Solanum nigrum subsp. schultesii) –  Zârnă neobservată
  - Solanum rostratum (sin. Solanum cornutum) –  Zârnă cornută
  - Solanum tuberosum – Cartof
  - Solanum villosum (sin. Solanum luteum) – Zârnă galbenă

## Sistematica
Familia Solanacee este împărțită în 8 subfamilii: Browallioideae, Duckeodendroideae, Goetzeoideae, Nicotianoideae, Petunioideae, Schizanthoideae, Schwenckioideae și Solanoideae.

## Genuri
- Acnistus
- Atropa
- Browallia
- Brugmansia
- Brunfelsia
- Calibrachoa
- Capsicum
- Cestrum
- Chamaesaracha
- Cyphomandra
- Datura
- Duboisia
- Fabiana
- Goetzea
- Hunzikeria
- Hyoscyamus
- Iochroma
- Jaborosa
- Jaltomata
- Juanulloa
- Leucophysalis
- Lycianthes
- Lycium
- Lycopersicum
- Mandragora
- Margaranthus
- Nectouxia
- Nicandra
- Nicotiana
- Nierembergia
- Nothocestrum
- Oryctes
- Petunia
- Physalis
- Quincula
- Salpichroa
- Salpiglossis
- Schizanthus
- Scopolia
- Solandra
- Solanum
- Streptosolen
- Withania